# Puerta bubástida

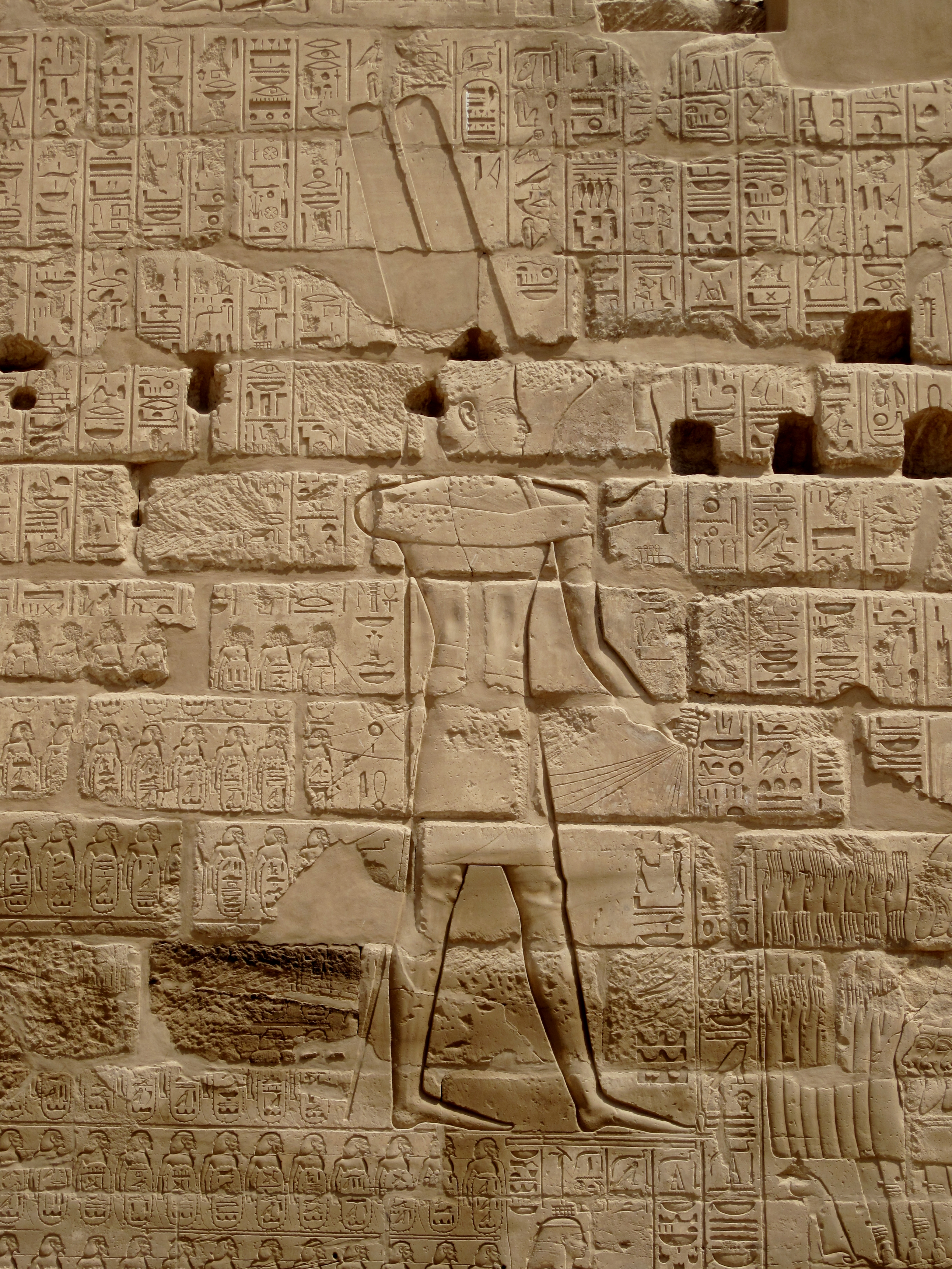
Relieve conmemorativo de la campaña de Sheshonq I en sus campañas militares del Cercano Oriente, en Karnak

La puerta bubástida se encuentra en Karnak, dentro del complejo del templo del Recinto de Amón-Re, entre el templo de Ramsés III y el segundo pilón. Registra las conquistas y la campaña militar en Palestina de Sheshonq I, de la dinastía XXII. Sheshonq I se ha identificado con el Sosaq bíblico, de modo que el relieve también se conoce como la inscripción de Shishak o el relieve de Shishaq.

## Historia
Esta puerta fue erigida por los reyes de la Dinastía XXII de Egipto, también conocida como la "Dinastía Bubástida". Está ubicado al lado sureste del Templo de Ramsés III.
Aunque los europeos conocían a Karnak desde el final de la Edad Media, la posible importancia del Portal Bubástida no era evidente antes del desciframiento de los jeroglíficos. Jean-François Champollion visitó Karnak en 1828, seis años después de su publicación de la traducción de Rosetta Stone. En sus cartas escribió: 

En este maravilloso palacio, contemplé los retratos de la mayoría de los antiguos faraones conocidos por sus grandes acciones, y son retratos reales; representados cien veces en los bajorrelieves de las paredes interiores y exteriores, cada uno conserva su propia fisonomía y que no tiene nada que ver con la de sus predecesores o sucesores; allí, en un cuadro colosal, una escultura realmente grande y heroica, más perfecta de lo que uno podría creer en Europa, vemos a Mandoueï luchando contra los pueblos enemigos de Egipto, y regresando triunfalmente a su tierra natal; más adelante, las campañas de Rhamses-Sesostris; en otra parte, Sésonchis arrastrando a los pies de la Trinidad Tebana (Amón, Mut y Jonsu) los líderes de más de treinta naciones derrotadas, entre los cuales encontré, como debe haber sido, en su totalidad, Ioudahamalek, el reino de los judíos o de Judá (Pl. 2.) Este es un comentario que se agregará al capítulo XIV del primer libro de Reyes, que de hecho relata la llegada de Sesonchis a Jerusalén y sus éxitos: de ahí la identidad que establecimos entre el egipcio Sheschonck, el Sesonchis de Manetón y el Sésac o Scheschôk de la Biblia, se confirma de la manera más satisfactoria.
Jean-François Champollion, Lettres ecrites d'Egypte et de Nubie en 1828 et 1829 

## Descripción

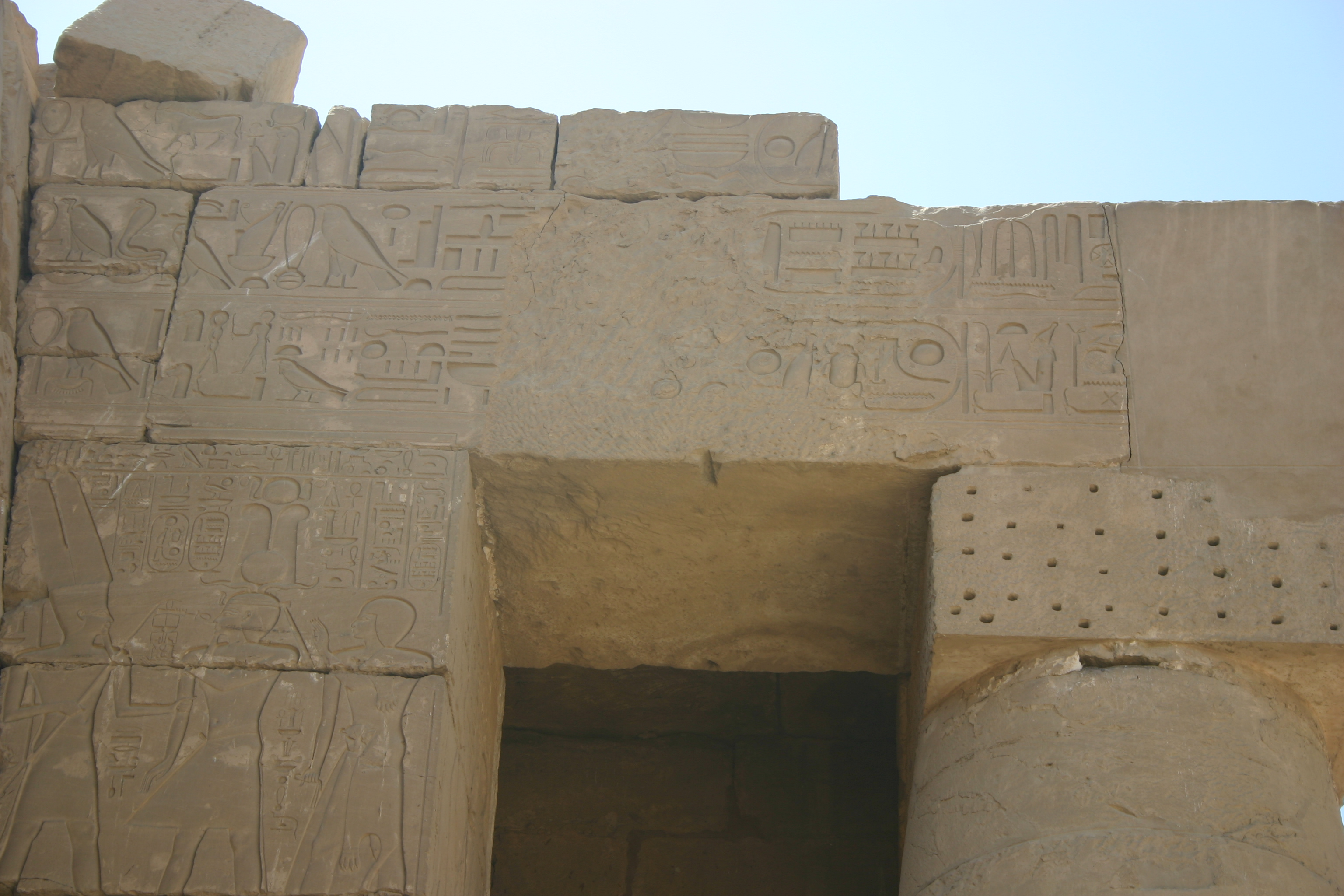
Portal que muestra cartuchos de Sheshonq I

Una fachada muestra al rey Sheshonq I, Teklot y Osorkon de la dinastía XXII, haciendo ofrendas a los dioses y diosas. Otra escena muestra a Sheshonq I agarrando a un grupo de cautivos por el pelo y golpeándolos con su maza. Detrás y debajo de él, están los nombres de pueblos cananeos en varias filas. Muchos de estos han desaparecido, pero originalmente había 156 nombres. Hay nombres  interesantes como  'El campo de Abram'. Las inscripciones no dan detalles para esta expedición y solo mencionan la victoria sobre los asiáticos.

## Narrativa bíblica
La narración bíblica cuenta: 

El año quinto del rey Roboam, Sosaq, rey de Egipto, subió contra Jerusalén y se apoderó de los tesoros de la Casa de Yahveh y de los tesoros de la casa del rey; de todo se apoderó.
I Reyes 14: 25-26

Y sucedió que el año quinto del rey Roboam subió Sosaq, rey de Egipto, contra Jerusalén, - pues no era fiel a Yahveh - con 1.200 carros y 60.000 caballos; no se podía contar la gente que venía con él de Egipto: libios, sukíes y etíopes. Tomó las ciudades fortificadas de Judá y llegó hasta Jerusalén.
II Crónicas 12: 2-4

El texto bíblico nos hace pensar que la motivación principal de la campaña contra palestina fue la de controlar las grandes rutas del comercio terrestre que comunicaban Arabia, Egipto y las ciudades fenicias a través de la Via Maris o Arabia y Damasco por el Camino de los Reyes. En tiempos anteriores, los hebreos habían desplazado las rutas de comercio, en tiempos de David y Salomón, de Egipto a Palestina.
Algunos estudiosos creen que el relato de que Shishak se llevó tesoros de Jerusalén es de dudosa historicidad.

## Contenido
A continuación se muestra la transcripción e interpretación de los 156 nombres en la inscripción.

### Sección uno
Row I - Lista de los Nueve Arcos

1. tirsy- Southern Land (i.e. Upper Egypt) 

2. ti mhw = Northern Land (i.e. Lower Egypt) 

3. iwn.tiw = Tribesmen 

4. thnw = Libyans 

5. sht[-iimw\ - Sekhet[-Iam] 

6. mn[.tiw] = Beduin 

7. pd[.tiwswi\= Bow[men of the feather] 

8. Sit = Upper Nubia 

9. /tf[.wwi]<b.w = Northerners 

### Sección dos: llanura costera, Shephelah, llanura deMeggidoy llanura deJezreel
10. mi.ti Tr.f] = Copy of the [scroll]

11. St 1

12. m[ ]i[] = Makkedah

13. rbt = Rubate

Row II

14. r<7i*/ = Ta'anach

15. Snmi = Shunem

16. btSnri = Beth-Shean

17. r#H = Rehob

18. hprmi = Hapharaim

19. idrm = Adoraim

20. destroyed

21. Swd

22. mhnm - Mahanaim

23. <7&<7i = Gibeon

24. bthwrn = Beth-Horon

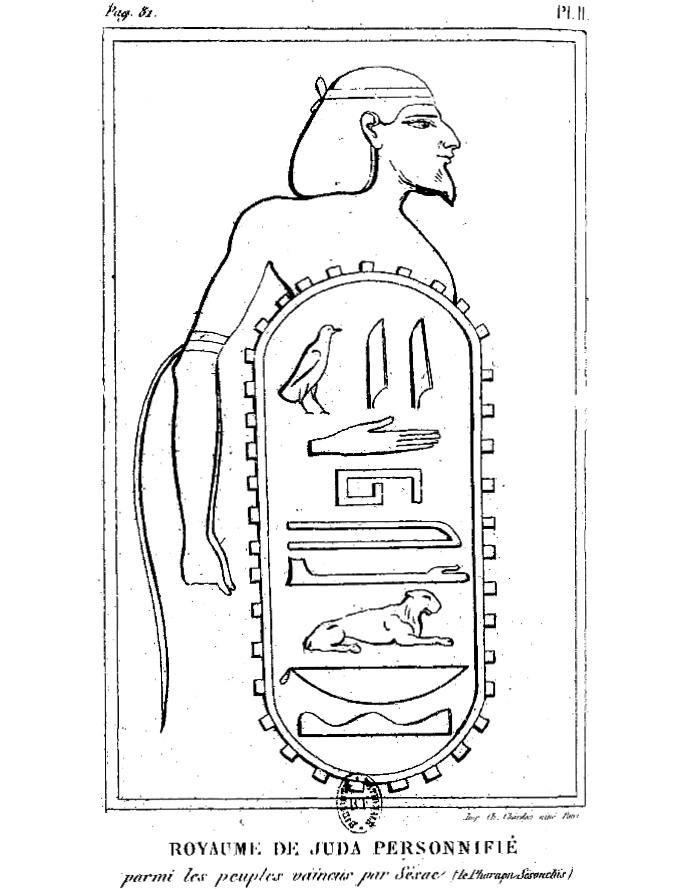
El dibujo de Champollion en 1829 de un cartucho mostrando el nombre "ydhmrk". Champollion leyo en 1829 "Rey de Judá". Traducción equivocada ya que la frase significa " Yad Hemmelek" ("Mano del Rey"), aunque también se ha interpretado como "Juttah de el rey "

25. qdtm = Kiriath-jearim or Gath-Gittaim

26. iywrn = Aijalon

Row III

27. mkdi = Megiddo

28. Wr = Adar

29. ydhmrk = Yad Hammelek

30. [ ]rr

31. hinm = Henam

32. c rn = Aruna

33. brm = Borim

34. ddptr = Giti-Padalla

35. y[]h[]m = Yehem

36. bfrm = Beth 'Olam

37. kqr

38. £/* = Socoh

39. bttp = Beth-Tappuah

Row IV

40. ibri 

41. [ ]htp

42. destroyed

43. destroyed

44. destroyed

45. btdb[ ]

46. nbk[ ]

47. [ ]/[ ]

48. destroyed

49. destroyed

50. destroyed

51. [ \ssd[\

52. destroyed

Row V

53. [p]nir = Penuel

54. hdSt

55. pktt / pi-wr-ktt

56. idmi = Adam

57. dmrm = Zemaraim

58. [ ]</r = Migdol

59. [ ]/tf/ = Tirzah

60. [ ]/ir

61. [ l/[] 

62. destroyed 

63. destroyed 

64. [ ]#m 

65. pi- r mq = The Valley

### Sección Tres - área deNegev
Row VI

66. r W/ = Ezem / Umm el-Azam

67. inr

68. pihqri = the fort

69. ftiSi = Photis

70. irhrr = Jehallel / El-Hallal

71. plhqri

72. ibrm

73. Sbrt = stream

74. ngbry = of (Ezion-)Geber

75. Sbrt = stream

76. wrkt

77. pihqri

78. n c dyt

79. dd[ ]/

80. dpqi = Sapek

81. m[Vl 1

82. tp[ ]

Row VII

83. gnit

84. /?4ng6 = TheNegev

85. r dht

86. tSdnw

87. pi hqr[t]

88. Snyi

89. he/

90. pi ng[b] = The Neg[ev]

91. whtwrk[ ]

92. pi ngb = The Negev

93. tfM'l

94. plhgri

95. hnnl 

96. pihgri 

97. irqd = El-Gad 

98. [id\mmt 

99. hnni

Row VIII

100. Wr/ = Adar

101. plhgri 

102. [trw]n 

103. hydbi 

104. 5rnrm 

105. [ ]y[ ] 

106. dwt

107. hqrm 

108. r rd/r = Arad

109. [rbt] = Great 

110. r r<// = Arad 

111. nbtr

112. yrhm = Yeroham 

113. [ 1/

114. destroyed 

115. destroyed 

116. /rf[r]/

Row IX

117. [idr ]

118. [bi\ 

119. [M 

120. [ ]ryk 

121. frtmi = Peleth 

122. \i\br

123. brrd 

124. bfnt = Beth-Anath 

125. Srhn = Sharuhen 

126. irmtn = El-mattan 

127. g/ri = Goren 

128. idmm

129. [ lr/j/ 

130. [ ]r 

131. mr[ ] 

132. irr[ ]

133. yd 1

Row X

134. destroyed 

135. destroyed 

136. destroyed 

137. destroyed 

138. destroyed 

139. yrhm = Yehoram 

140. /<rt = Onam

141. destroyed 

142. [ ]g[ ] 

143. destroyed 

144. destroyed 

145. m[k ] 

146. i[]d[r ] 

147. destroyed 

148. destroyed 

149. [ ]3

150. yrdn

Row X extension

la. Srdd

2a. rph = Raphiah 

3a. r&n = Laban

4a. c ngrn 

5a. hm